# Sociologia d'Internet
 

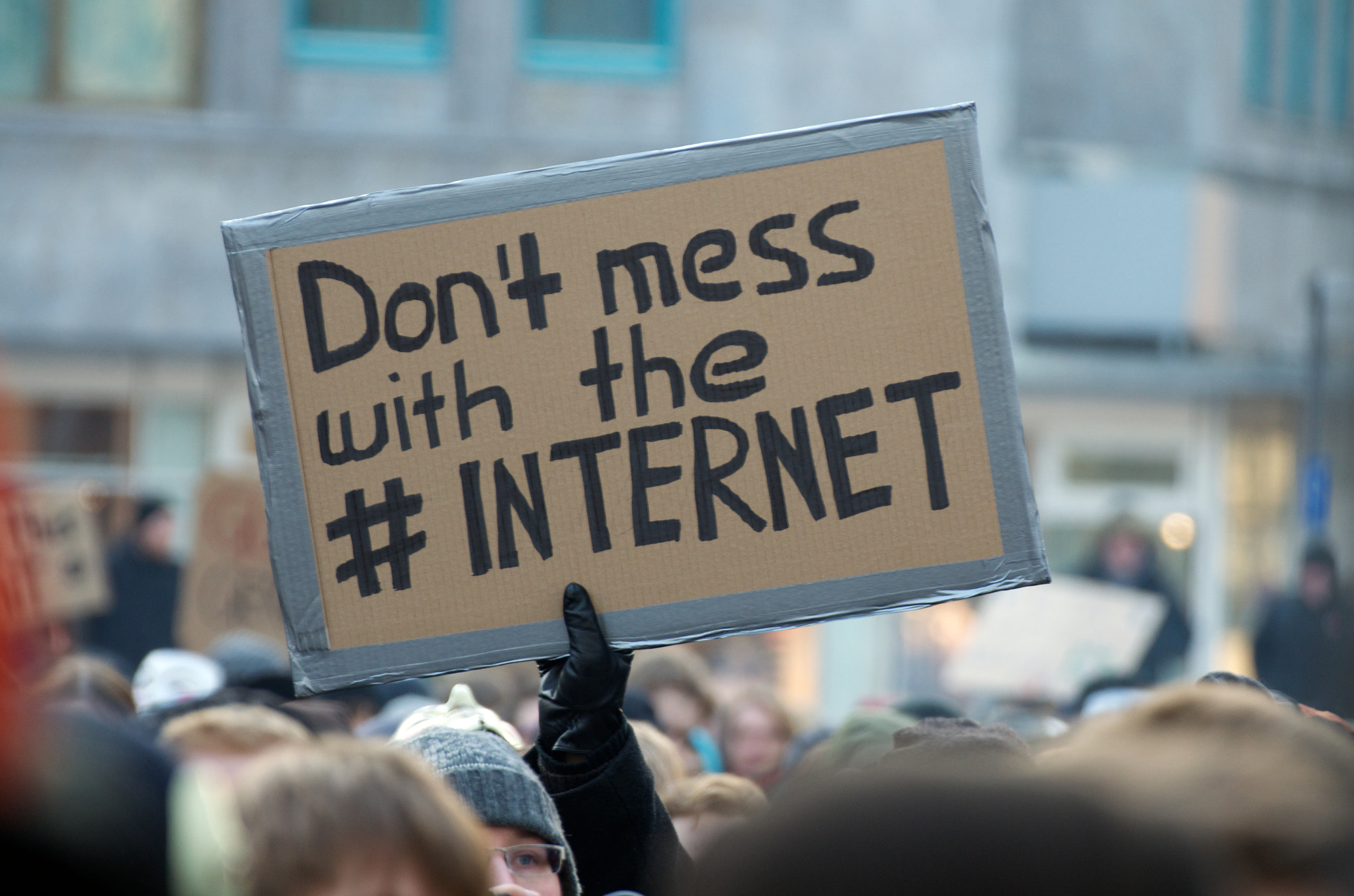
Protesta contra la censura a Internet a Frankfurt, Alemanya

La sociologia d'Internet (o la psicologia social d'internet) implica l'aplicació de la teoria i el mètode sociològic o psicològic social a Internet com a font d'informació i comunicació. El camp de la sociologia digital se centra a entendre l'ús dels mitjans digitals com a part de la vida quotidiana, i com aquestes diferents tecnologies contribueixen als patrons de comportament humà, les relacions socials i els conceptes del jo. Els sociòlegs estan preocupats per les implicacions socials de la tecnologia; les noves xarxes socials, les comunitats virtuals i les formes d'interacció que han sorgit, així com les qüestions relacionades amb la ciberdelinqüència.
Internet, un dels grans avenços en la informació més recents, interessa als sociòlegs en diferents aspectes: com a eina d'investigació, per exemple, utilitzant qüestionaris en línia en comptes d'en paper, com a plataforma de discussió i com a tema de recerca. La sociologia d'Internet en el sentit més estricte es refereix a l'anàlisi de les comunitats en línia (per exemple, tal com es troba als grups de notícies), les comunitats virtuals i els mons virtuals; el canvi organitzatiu catalitzat a través de nous mitjans com Internet, i el canvi social en la transformació d'una societat industrial a una societat de la informació. Les comunitats en línia es poden estudiar estadísticament, mitjançant l'anàlisi de xarxes, i alhora interpretar-se qualitativament, per exemple mitjançant l'etnografia virtual. El canvi social es pot estudiar a través de la demografia estadística o mitjançant la interpretació de missatges i símbols canviants en els estudis de mitjans en línia.

## Aparició de la disciplina
Internet és un fenomen relativament nou. Com va escriure Robert Darnton, es tracta d'un canvi revolucionari que "va tenir lloc ahir, o el dia abans, depenent de com es mesura". Internet es va desenvolupar a partir de l'ARPANET, que data de 1969; com a terme va aparèixer el 1974. La World Wide Web (Xarxa d'abast mundial) tal com la coneixem es va desenvolupar a mitjans dels anys noranta, quan la interfície gràfica i els serveis com el correu electrònic es van fer populars i van arribar a públics i a un comerç més amplis. Internet Explorer es va llançar per primer cop el 1995 i Netscape un any abans. Google es va fundar l'any 1998. La Viquipèdia es va fundar l'any 2001. Facebook, MySpace i YouTube a mitjans dels anys 2000. El Web 2.0 encara està sorgint. La quantitat d'informació disponible a la xarxa i el nombre d'usuaris d'Internet arreu del món ha continuat creixent ràpidament. El terme ⁣"sociologia digital" cada cop s'utilitza més per designar noves direccions en la investigació sociològica de les tecnologies digitals des de l'aparició de la Web 2.0.

### Sociologia digital
El primer article acadèmic que contenia el terme sociologia digital al títol va aparèixer l'any 2009. L'autor reflexiona sobre com les tecnologies digitals poden influir tant en la recerca sociològica com en la docència. L'any 2010, Richard Neal va descriure la "sociologia digital" amb el punt de mira posat en unir l'enfocament acadèmic creixent amb l'interès dels negocis globals en augment. No va ser fins al 2013 que es va publicar el primer llibre purament acadèmic que aborda la "sociologia digital". El 2015 es va publicar el primer llibre d'un sol autor titulat Sociologia digital, i la primera conferència acadèmica sobre "Sociologia digital" es va celebrar a Nova York el mateix any.
Tot i que el terme sociologia digital encara no forma part del lèxic cultural, els sociòlegs s'han involucrat en investigacions relacionades amb Internet des dels seus inicis. Aquests sociòlegs han tractat molts problemes socials relacionats amb les comunitats en línia, el ciberespai i les ciberidentitats. Aquest tipus d'investigacions han atret molts noms diferents com ara la cibersociologia, la sociologia d'Internet, la sociologia de les comunitats en línia, la sociologia de les xarxes socials o la sociologia de la cibercultura, entre altres.
La sociologia digital es diferencia d'aquests termes perquè és més ampli en el seu abast, abordant no només Internet o la cibercultura, sinó també l'impacte dels altres mitjans i dispositius digitals que han sorgit des de la primera dècada del segle XXI. Atès que Internet s'ha generalitzat i s'ha vinculat amb la vida quotidiana, les referències al "ciber" a les ciències socials sembla que ara s'han substituït pel "digital". La "sociologia digital" està relacionada amb altres subdisciplines com les humanitats digitals i l'antropologia digital. Està començant a substituir i incorporar els altres títols anteriors, així com a incloure en el seu àmbit les noves tecnologies digitals de la Web 2.0, com ara la tecnologia wearable, la realitat augmentada, els objectes intel·ligents, l'Internet de les coses i el big data.

## Tendències de recerca
Segons DiMaggio et al. (1999), la investigació tendeix a centrar-se en les implicacions d'Internet en cinc dominis:
1. desigualtat (els problemes de la bretxa digital)
2. capital públic i social (els problemes de desplaçament de dates)
3. participació política (els temes relacionats amb l'esfera pública, la democràcia deliberativa i la societat civil)
4. organitzacions i altres institucions econòmiques
5. cultura participativa i diversitat cultural

Als inicis, es predeia que Internet ho canviaria tot (o res); amb el temps, però, va sorgir un consens que Internet, almenys en l'actual fase de desenvolupament, complementa en lloc de desplaçar els mitjans implementats anteriorment. Això ha suposat un replantejament de les idees dels anys noranta de "convergència dels nous i els vells mitjans". A més, Internet ofereix una rara oportunitat d'estudiar els canvis provocats per les noves, i probablement encara en evolució, tecnologies de la informació i la comunicació (TIC).

## Impacte social
Amb internet s'han creat serveis de xarxes socials, fòrums d'⁣interacció social i relacions socials, que faciliten la interacció tant en línia com fora de línia. Alguns exemples són Facebook, MySpace, Meetup i CouchSurfing
Tot i que les comunitats virtuals inicialment es creia que estaven formades per llaços socials estrictament virtuals, els investigadors sovint troben que fins i tot aquells llaços socials formats en espais virtuals es mantenen tant en línia com fora de línia
Actualment, existeixen els debats sobre l'impacte d'Internet sobre les relacions interpersonals (llaços forts i dèbils), si Internet està creant més o menys capital social, el paper d'Internet en les tendències cap a l'aïllament social, i si crea un entorn social més o menys divers.
Sovint es diu que Internet és com una nova frontera. Inclus hi ha qui afirma que la interacció social, la cooperació i el conflicte entre usuaris s'assembla a una frontera anarquista i violenta, com la nord-americana de principis del segle XIX.
El març de 2014, investigadors de la Universitat Benedictina de Mesa a Arizona van estudiar com les interaccions en línia afecten les trobades i interaccions cara a cara. L'estudi es titula "Cara a cara versus Facebook: l'exposició als llocs web de xarxes socials augmenta o atenua l'excitació fisiològica entre els socialment ansiosos" i va ser publicat a la revista científica nord-americana Cyberpsychology, Behavior, and Social Networking. Van analitzar 26 estudiants amb elèctrodes per mesurar l'ansietat social. Abans de conèixer gent, als alumnes se'ls hi van mostrar imatges del subjecte al qual anaven a conèixer. Els investigadors van trobar que conèixer algú cara a cara després de mirar les seves fotos augmenta l'excitació, cosa que l'estudi va relacionar amb un augment de l'ansietat social. Aquestes troballes confirmen estudis anteriors que van trobar que les persones socialment ansioses prefereixen les interaccions en línia. L'estudi també va reconèixer que l'excitació estimulada també pot estar relacionada amb emocions positives i podria portar a sentiments positius.
Investigacions més recents han inclòs l'Internet de les coses en el seu àmbit, ja que es diu que les xarxes globals d'objectes quotidians interconnectats són el següent pas en l'avenç tecnològic. Sens dubte, les xarxes globals espacials i terrestres estan ampliant la cobertura de l'Internet de les coses a un ritme ràpid. Això té una gran varietat de conseqüències, amb aplicacions en els camps de la salut, l'agricultura, el trànsit i el comerç al detall. Empreses com Samsung i Sigfox han invertit molt en aquestes xarxes, i el seu impacte social s'haurà de mesurar en conseqüència, amb alguns sociòlegs que suggereixen la formació de xarxes sociotècniques d'humans i sistemes tècnics. Les qüestions de privadesa, dret a la informació, legislació i creació de contingut passaran a l'escrutini públic en conseqüència a aquests canvis tecnològics.

## Subcamps
Lupton (2012) va identificar quatre aspectes de la sociologia digital:
1. Pràctica digital professional: l'ús d'eines de mitjans digitals amb finalitats professionals: per construir xarxes, desenvolupar un perfil electrònic, donar a conèixer i compartir investigacions i per a l'ensenyament.
2. Anàlisis sociològiques de l'ús digital: investigació de les formes en què l'ús dels mitjans digitals configura la percepció d'un mateix, la seva encarnació i les seves relacions socials.
3. Anàlisi de dades digitals : l'ús de dades digitals per a la investigació social, ja sigui quantitativa o qualitativa.
4. Sociologia digital crítica : realització d'anàlisis reflexives i crítiques dels mitjans digitals, fonamentada en la teoria social i cultural.

### Pràctica digital professional
Tot i que s'han mostrat reticents a utilitzar els mitjans socials i digitals per a propòsits acadèmics professionals, els sociòlegs estan començant a adoptar-los a poc a poc per a la docència i la recerca. Comencen a aparèixer un nombre creixent de blocs sociològics i cada cop més sociòlegs s'estan unint a Twitter, per exemple. Alguns estan escrivint sobre les millors maneres que tenen els sociòlegs d'utilitzar les xarxes socials com a part de la pràctica acadèmica i la importància d'autoarxivar i fer que la investigació sociològica sigui d'accés lliure obert a tothom.

### Anàlisis sociològiques de l'ús dels mitjans digitals
Els sociòlegs digitals han començat a escriure sobre l'ús de tecnologies portàtils com a part de la quantificació del cos i les dimensions socials del big data i els algorismes que s'utilitzen per interpretar aquestes dades. Altres s'han centrat en el paper de les tecnologies digitals com a part del control de les activitats de les persones, a través de tecnologies com les càmeres de CCTV i els esquemes de fidelització de clients així com la vigilància massiva d'Internet que estan duent a terme serveis secrets com ara la NSA.
El 'digital dividir', o les diferències dins accedeixen a les tecnologies digitals experimentades per grups socials segurs com el socioeconomically desfavorit, aquells de nivells d'educació més baixa, dones i l'ancià, ha preocupat molts investigadors dins l'estudi científic social de mitjans de comunicació digitals. Tanmateix diversos sociòlegs han apuntat fora d'aquell mentre és important de reconèixer i identificar les desigualtats estructurals inherents en diferencials en ús de tecnologia digital, aquest concepte és força simplista i falla per incorporar les complexitats d'accés a i saber sobre tecnologies digitals.
Hi ha un interès creixent en les maneres en què les xarxes socials contribueixen al desenvolupament de relacions íntimes i la concepció d'un mateix. Un dels sociòlegs més coneguts que ha escrit sobre relacions socials, autoestima i tecnologies digitals és Sherry Turkle. En el seu llibre més recent, Turkle aborda el tema de les xarxes socials. Argumenta que les relacions sorgides d'aquestes plataformes no són tan autèntiques com aquelles que tenen lloc "a la vida real".
Els mitjans visuals permeten que l'espectador sigui un consumidor més passiu d'informació. És més probable que els espectadors desenvolupin caràcters en línia que difereixen d'ells mateixos al món real. Tanmateix, aquest contrast entre el món digital (o "ciberespai") i el "món real" ha estat jutjat com a "dualisme digital", un concepte semblant a l'"aura del digital". Altres sociòlegs han argumentat que les relacions nascudes a través dels mitjans digitals formen part inextricablement del "món real". La realitat augmentada és una experiència interactiva on la realitat és alterada d'alguna manera per l'ús de mitjans digitals però no substituïda.
L'ús de les xarxes socials per a l'activisme social també ha proporcionat un focus d'investigació per a la sociologia digital. Per exemple, han aparegut nombrosos articles sociològics, i almenys un llibre sobre l'ús de xarxes socials com X, YouTube i Facebook com a mitjà per transmetre missatges sobre causes activistes i per organitzar moviments polítics.
També s'ha fet recerca sobre les minories racials i l'ús de la tecnologia per part de les minories racials i altres grups. Aquests estudis de "pràctica digital" exploren les maneres en què les pràctiques que adopten els grups quan utilitzen les noves tecnologies mitiguen o reprodueixen les desigualtats socials.